# Ungvári TK
Ungvári TK – węgierski klub piłkarski z siedzibą w Użhorodzie działający w latach 1918–1945.

## Historia

### Chronologia nazw
- 1918: Ungvári Gimnasztikai Klub
- 1919: Ungvári Testnevelési Klub

Klub został założony w 1918 jako Ungvári Gimnasztikai Klub (Użgorodzki Gimnastyczny Klub). Potem zmienił nazwę na UTK (Ungvári Testnevelési Klub).
Po zakończeniu I wojny światowej Zakarpacie zostało przydzielone do Czechosłowacji i zgodnie z instrukcjami Związku Piłki Nożnej Czechosłowacji w 1920 roku zostały utworzone dwie żupy - „słowiańska” (drużyny piłkarskie narodowości czeskiej i słowackiej) oraz „zakarpacka” (Karpataijai Lobdoruho kerület) (węgierskie drużyny). Rozgrywki w każdej z zup odbywały się niezależnie.
W 1926 roku w rozgrywkach zwanych „Liga” zostało organizowane wspólne mistrzostwo, w którym wzięło udział drużyny piłkarski słowiańskiej i węgierskiej narodowości. Tytuł absolutnego mistrza Słowacji wywalczył zespół UTK.
W 1934 roku został reorganizowany system rozgrywek w całym kraju, połączone w jedyne mistrzostwa Czechosłowacji. Najlepsze kluby piłkarskie zostały podzielone na 5 dywizji: średnioczeska, prowincji czeskiej, morawsko-śląska, słowacko-podkarpacka oraz związku niemieckiego. Jak widać, system rozgrywek piłkarskich w Czechosłowacji prowadzony był z podziałem na narodowość. Dywizja słowacka została podzielona na dwie grupy - zachodnia (drużyny zachodniej i środkowej Słowacji) i Wschodniej (wschodnia Słowacja i Zakarpacie). Na podstawie dotychczasowych wyników sportowych do dywizji wschodniej słowacko-podkarpackiej zostały przydzielone dwa silniejsze słowiańskie kluby (Ruś Użhorod i ČsŠK Użhorod) i dwa węgierskie kluby, które zajęli dwa pierwsze miejsca w swoich mistrzostwach (MSE Mukaczewo i Beregszászi FTC). Później do nich dołączył i Ungvári AC.
Po upadku Czechosłowacji w 1939 roku Zakarpacie okazało się pod panowaniem Węgier. Najlepsze zakarpackie kluby (Ruś Użhorod, Ungvári AC, MSE Mukaczewo i Beregszászi FTC) w sezonie 1939/40 startowały w drugiej lidze (Nemzeti Bajnokság B, Felvidéki csoport). Jedynie Ruś Użhorod utrzymała się w lidze, a reszta zespołów spadła do III ligi. W sezonie 1939/40 UTK startował w III lidze Keleti Alszövetség, I. osztály, Felvidéki csoport. Potem klub zrezygnował z dalszych rozgrywek i kontynuował działalność grając w rozgrywkach lokalnych.
Po przyjściu wojsk radzieckich klub został rozformowany w 1945.

## Osiągnięcia
- mistrz Słowacji: 1926
- 6-krotny mistrz Zakarpacia w okresie 1921-1938 (żupa zakarpacka)